# Печера Закоханих
Печера закоханих (тур. Aşiklar Mağarası) — печера в центрі міста Аланія, Туреччина, у південній частині півострова.
Є популярним туристичним місцем при катанні на яхті. Ця печера має два входи, розташованих на протилежних сторонах півострова, і являє собою наскрізний тунель. Один з входів розташований прямо перед мисом Кілярда (Cilyard Burn). Після спуску з яхти вам потрібно піднятися по камінню, щоб потрапити всередину. Через низьку стелю, в деяких місцях можна пройти лише рачки. «Вихід» знаходиться на західній стороні півострова (тієї, де знаходиться «пляж Клеопатри»). Щоб повернутися на яхту, яка обігнула мис, після відвідування печери, потрібно стрибнути в море з висоти 8 м.